# Трекастели
Трекастѐли (на италиански: Trecastelli) е община в Централна Италия, провинция Анкона, регион Марке. Разположена е на 162 m надморска височина. Населението на общината е 15 777 души (към 2010 г.).
Общината е създадена в 1 януари 2014 г. Тя се състои от три предшествуващи общини: Рипе, Кастел Колона и Монтерадо. Административен център е градче Рипе (Ripe).